# Смирнов, Владимир Ефимович
Влади́мир Ефи́мович Смирно́в (18 ноября 1924, Барнаул — 14 ноября 1943, Витебская область) — командир отделения отдельного лыжного батальона 9-й гвардейской стрелковой дивизии 39-й армии 1-го Прибалтийского фронта, гвардии старший сержант. Герой Советского Союза.

## Биография
Родился 18 ноября 1924 года в Барнауле. Русский. В 1939 году окончил шесть классов школы № 27. Работал токарем на эвакуированном в Барнаул станкостроительном заводе. Учился в аэроклубе.
В Красную Армию призван Барнаульским горвоенкоматом в августе 1942 года. В феврале 1943 года окончил Барнаульское пехотное училище. В действующей армии с марта 1943 года. Член ВКП с 1943 года. Сражался с вражескими захватчиками на Калининском и 1-м Прибалтийском фронтах, был ранен. Не дождавшись полного излечения, вернулся из госпиталя в свою часть.
Командир отделения отдельного лыжного батальона 9-й гвардейской стрелковой дивизии гвардии старший сержант Владимир Смирнов особо отличился в боях за освобождение Лиозненского района Витебской области Белоруссии.
12 ноября 1943 года во главе вверенного ему отделения гвардии старший сержант Смирнов участвовал в отражении контратаки неприятеля у хутора Деребище, уничтожив двенадцать противников. 14 ноября 1943 года, находясь с отделением на правом фланге роты, в бою за высоту у деревни Шумшино Лиозненского района Витебской области Белоруссии, Владимир Смирнов неожиданно обнаружил сидевшего в засаде вражеского пулемётчика, собиравшегося открыть огонь. Командир отделения гвардии старший сержант Смирнов бросился на пулемёт и закрыл его своим телом, пожертвовав своей жизнью, он своевременно прикрыл роту от флангового огня противника. Похоронен недалеко от места гибели, в селе Великое Село Лиозненского района Витебской области Белоруссии.
Указом Президиума Верховного Совета СССР от 4 июня 1944 года за образцовое выполнение боевых заданий командования и проявленные при этом мужество и героизм гвардии старшему сержанту Смирнову Владимиру Ефимовичу посмертно присвоено звание Героя Советского Союза.
Награждён орденом Ленина.
На месте подвига Герою Советского Союза гвардии старшему сержанту В. М. Смирнову установлен обелиск. В Барнауле его именем названа улица, на доме № 31 по Социалистическому проспекту, где жил Владимир Смирнов, установлена мемориальная доска, перед зданием станкостроительного завода и в цехе, где он работал до призыва в армию, — бюсты Героя. Его имя увековечено на Мемориале Славы в Барнауле, он включен в энциклопедию Алтайского края.